# Hanebado!
Hanebado! (はねバド!?) es una serie de manga escrita e ilustrada por Kōsuke Hamada. Es publicada desde 2013 en la revista good! Afternoon de la editorial Kōdansha. En julio de 2018 salió al aire la adaptación a anime para televisión, producida por Liden Films. El anime anunció un retraso en su emisión del episodio "11" debido a que el estudio se encontraba en la zona del terremoto Hokkaidō, ocurrido el 6 de septiembre de 2018.

## Argumento
El club de bádminton de la escuela preparatoria Kitakomachi de la Prefectura de Kanagawa está falto de integrantes. El entrenador del equipo conoce a una nueva estudiante que a pesar de aparentar ser delicada y frágil, es muy buena jugadora e intenta convencerla para unirse al equipo. La capitana reta a la nueva estudiante, que le hace recordar una dolorosa derrota en un encuentro en el pasado.

## Personajes
Ayano Hanesaki (羽咲 綾乃 Hanesaki Ayano?)
Voz por: Hitomi Ōwada
Una nueva estudiante de la escuela preparatoria Kitakomachi. Aparenta ser una adolescente delicada pero es muy buena jugando bádminton.
Nagisa Aragaki (荒垣 なぎさ Aragaki Nagisa?)
Voz por: Miyuri Shimabukuro
La capitana del equipo de bádminton de la escuela preparatoria.
Riko Izumi (泉 理子 Izumi Riko?)
Voz por: Yuuna Mimura
Vicecapitana del equipo.
Elena Fujisawa (藤沢 エレナ Fujisawa Elena?)
Voz por: Konomi Kohara
Mánager del equipo, amiga de la infancia y compañera de clase de Ayano.
Kentarō Tachibana (立花 健太郎 Tachibana Kentarō?)
Voz por: Nobuhiko Okamoto
Entrenador del equipo.
Miyako Tarōmaru (太郎丸 美也子 Tarōmaru Miyako?)
Voz por: Mikako Komatsu
Consejera del equipo.
Uchika Hanesaki (羽咲 有千夏 Hanesaki Uchika?)
Voz por: Sayaka Ōhara
Una jugadora de bádminton retirada y madre de Ayano.
Conny Christensen
Voz por: Mariya Ise
Una jugadora de bádminton de origen danés, es entrenada por Uchika Hanesaki.
Yuika Shiwahime (志波姫 唯華 Shiwahime Yuika?)
Voz por: Ai Kayano
Estudiante de tercer año y capitana del club de bádminton de la Escuela Fredericia
Kaoruko Serigaya (芹ヶ谷 薫子 Serigaya Kaoruko?)
Voz por: Asami Shimoda
Fue una de las rivales de Ayano cuando era joven. Juega en la Preparatoria Konan.
Nozomi Ishizawa (石澤 望 Ishizawa Nozomi?)
Voz por: Arisa Sakuraba
Amiga de Riko.

## Media

### Manga
El manga escrito e ilustrado por Kōsuke Hamada comenzó a serializarse desde 2013 en la revista de manga good! Afternoon de la editorial Kōdansha. Han sido compilados hasta noviembre de 2019 dieciséis volúmenes en formato tankōbon.

#### Lista de volúmenes
| N.º | Título       | Fecha de lanzamiento    | ISBN original          |
| --- | ------------ | ----------------------- | ---------------------- |
| 1   | «Volumen 1»  | 7 de octubre de 2013    | ISBN 978-4-06-387927-8 |
| 2   | «Volumen 2»  | 7 de febrero de 2014    | ISBN 978-4-06-387955-1 |
| 3   | «Volumen 3»  | 7 de julio de 2014      | ISBN 978-4-06-387983-4 |
| 4   | «Volumen 4»  | 7 de noviembre de 2014  | ISBN 978-4-06-388008-3 |
| 5   | «Volumen 5»  | 7 de abril de 2015      | ISBN 978-4-06-388043-4 |
| 6   | «Volumen 6»  | 7 de septiembre de 2015 | ISBN 978-4-06-388082-3 |
| 7   | «Volumen 7»  | 5 de febrero de 2016    | ISBN 978-4-06-388116-5 |
| 8   | «Volumen 8»  | 6 de agosto de 2016     | ISBN 978-4-06-388165-3 |
| 9   | «Volumen 9»  | 7 de diciembre de 2016  | ISBN 978-4-06-388221-6 |
| 10  | «Volumen 10» | 1 de mayo de 2017       | ISBN 978-4-06-388254-4 |
| 11  | «Volumen 11» | 6 de octubre de 2017    | ISBN 978-4-06-388291-9 |
| 12  | «Volumen 12» | 7 de marzo de 2018      | ISBN 978-4-06-511097-3 |
| 13  | «Volumen 13» | 6 de julio de 2018      | ISBN 978-4-06-511877-1 |
| 14  | «Volumen 14» | 22 de noviembre de 2018 | ISBN 978-4-06-513446-7 |
| 15  | «Volumen 15» | 7 de junio de 2019      | ISBN 978-4-06-515719-0 |
| 16  | «Volumen 16» | 7 de noviembre de 2019  | ISBN 978-4-06-517483-8 |

### Anime
Una serie de anime para televisión se estrenó el 2 de julio de 2018 en las cadenas Tokyo MX, KTV, BS11, AT-X. La serie es producida por Liden Films, dirigida por Shinpei Ezaki y escrita por Taku Kishimoto. Satoshi Kimura se encargó del diseño de personajes y Tatsuya Katō en la música. El tema de apertura es Futari no Hane (ふたりの羽根?) interpretado por YURiKA y el tema de cierre es High Stepper (ハイステッパー Hai suteppā?) interpretado por Yuiko Ōhara. Crunchyroll y Funimation emiten la serie de manera simultánea fuera de Japón.

### Lista de episodios
| #  | Título | Estreno                  |
| -- | --- | ------------------------ |
| 1  | «¡Talento increíble!» «Suggo i sainō!» (スッゴい才能！)                                                          | 2 de julio de 2018       |
| 2  | «¡La carne es mejor después del ejercicio!» «Undō no Nochi no Niku wa kakubetsu ssu!» (運動の後の肉は格別ッス！) | 9 de julio de 2018       |
| 3  | «Era perfecta» «Aitsu wa kanpeki datta» (アイツは完璧だった)                                                     | 16 de julio de 2018      |
| 4  | «También estoy perdida» «Watashi mo ima, maigona nda» (私も今、迷子なんだ)                                       | 23 de julio de 2018      |
| 5  | «No estás sola» «Hitori ja nai yo» (一人じゃないよ)                                                              | 30 de julio de 2018      |
| 6  | «Es nuestro último verano, ¿no?» «Saigo no Natsu nan da mon!» (最後の夏なんだもん!)                              | 6 de agosto de 2018      |
| 7  | «Acabaré con esa chica» «Anna ko, shunsatsu shite miseru» (あんな子、瞬殺してみせる)                             | 13 de agosto de 2018     |
| 8  | «El bádminton que quiero jugar» «Watashi no Yaritai badominton» (私のやりたいバドミントン)                       | 20 de agosto de 2018     |
| 9  | «Lo que quiero no es que seamos amigas» «Naritai no Wa "tomodachi" ja nai» (ンなりたいのは”友達” じゃない)       | 27 de agosto de 2018     |
| 10 | «El agarre de revés es así» «Bakkuhando no Nigiri wa kō» (バックハンドの握りはこう)                              | 3 de septiembre de 2018  |
| 11 | «Porque me gusta el bádminton» «Badominton ga sukida kara» (バドミントンが好きだから)                            | 17 de septiembre de 2018 |
| 12 | «¡Avanza de una buena vez!» «Ashi o mae ni dashinasai yo!» (足を前に出しなさいよ！あの白帯のむこうに)            | 24 de septiembre de 2018 |
| 13 | «Ano Shiroobi no Mukō ni» «Ano Shiroobi no Mukō ni» (あの白帯のむこうに)                                         | 1 de octubre de 2018     |